# Piedruja
Piedruja (pol. hist. Przydrujsk) – miejscowość na Łotwie, w novadsie Krasław, siedziba administracyjna pagastsu Piedruja. W 2008 roku liczyła 148 mieszkańców.
Miejscowość jest położona na prawym brzegu Dźwiny, naprzeciwko białoruskiej miejscowości Druja. 

## Historia
Od 1506 znajdowała się w posiadaniu Massalskich, od 1611 przeszła w ręce Sapiehów, a w 1824 stała się własnością Miłoszów. Od czasów pierwszego rozbioru do 1918 r. znajdowała się pod panowaniem Imperium Rosyjskiego, w okresie dwudziestolecia międzywojennego weszła w skład niepodległej Łotwy, w latach 1940–1990 znajdowała się na terytorium Związku Radzieckiego.

## Zabytki
- Kościół rzymskokatolicki z XVIII wieku w stylu baroku wileńskiego, projekt Antonio Paracca.
- Cerkiew prawosławna z XIX wieku pod wezwaniem św. Mikołaja Cudotwórcy w stylu neobizantynizmu rosyjskiego.

## Galeria

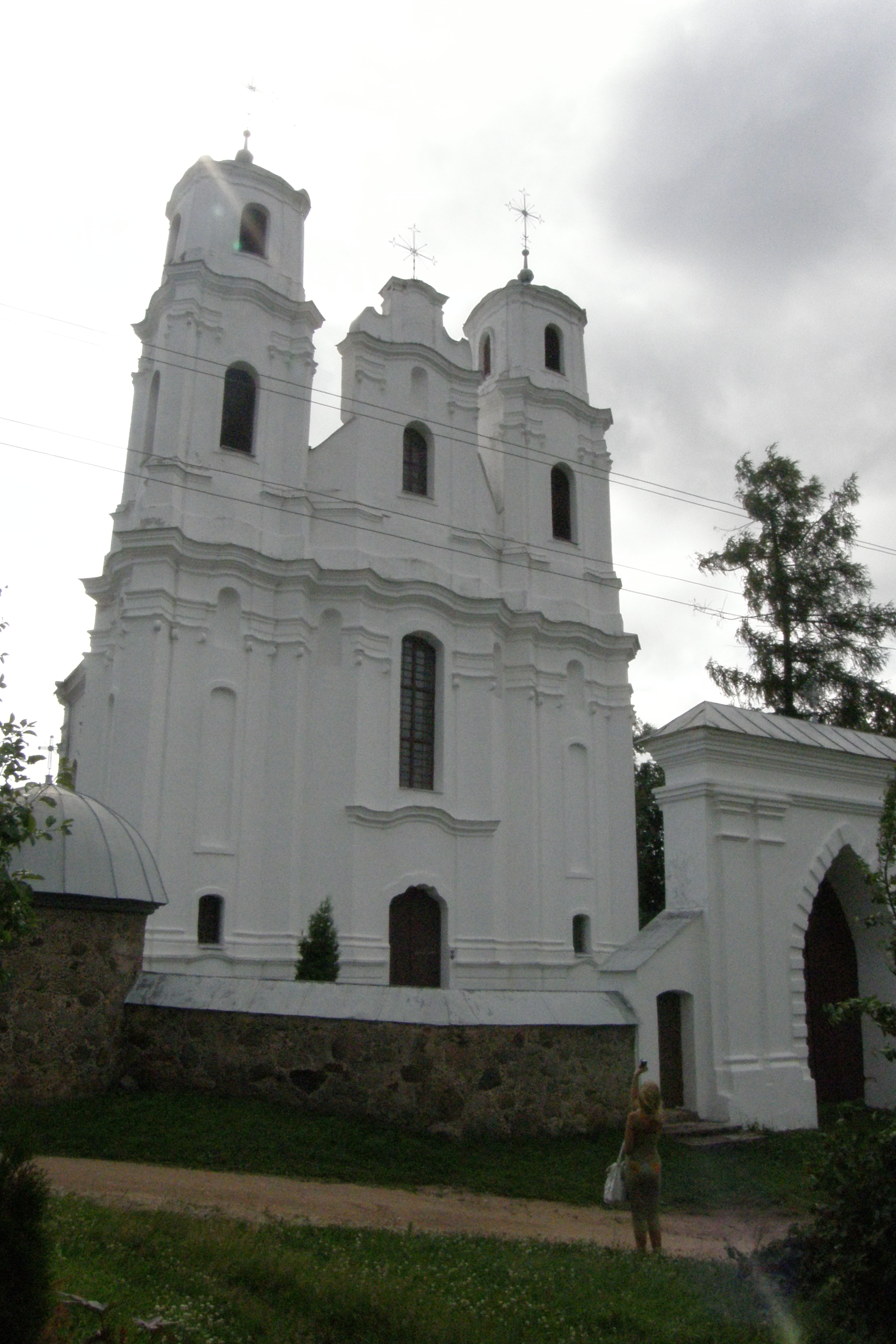
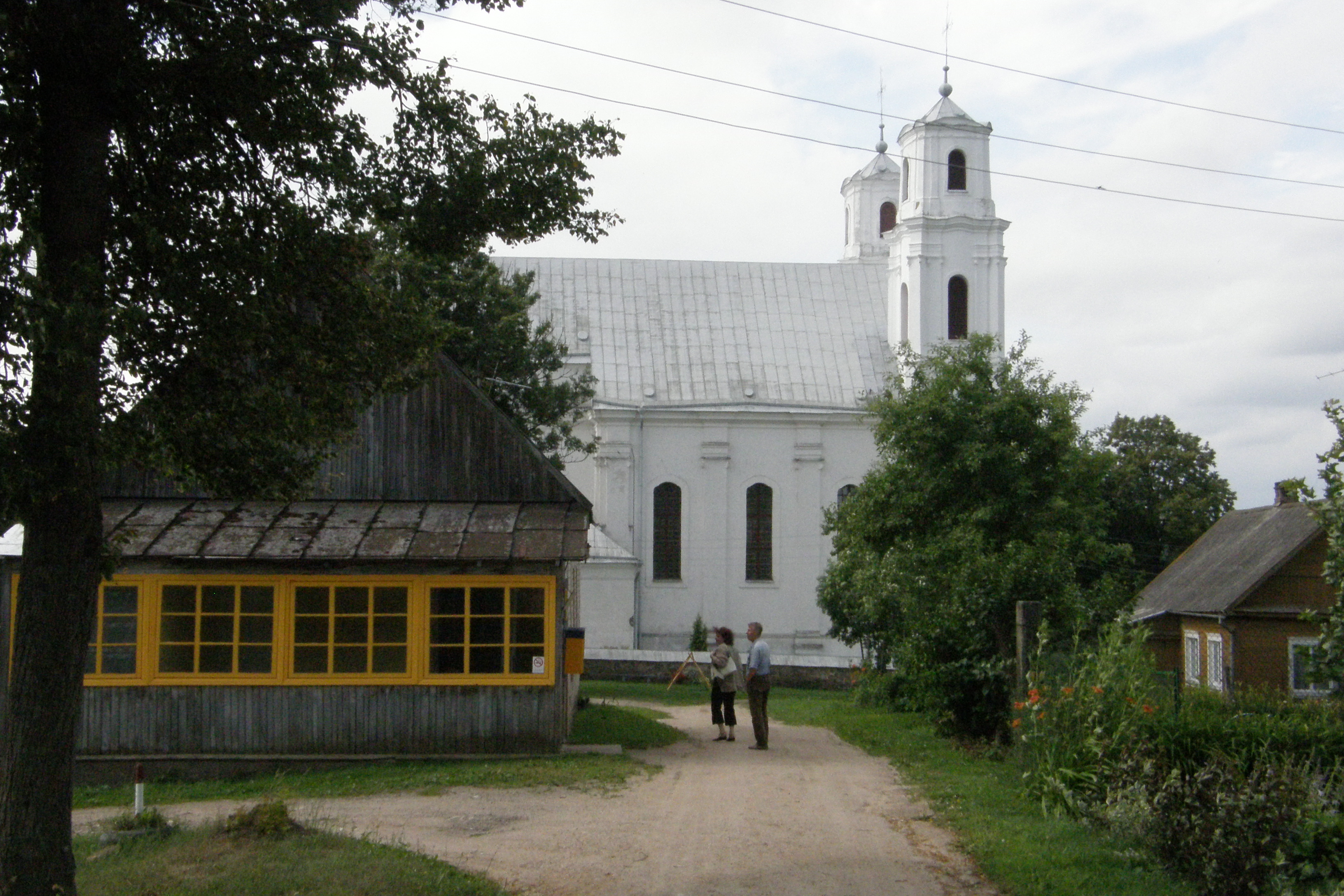
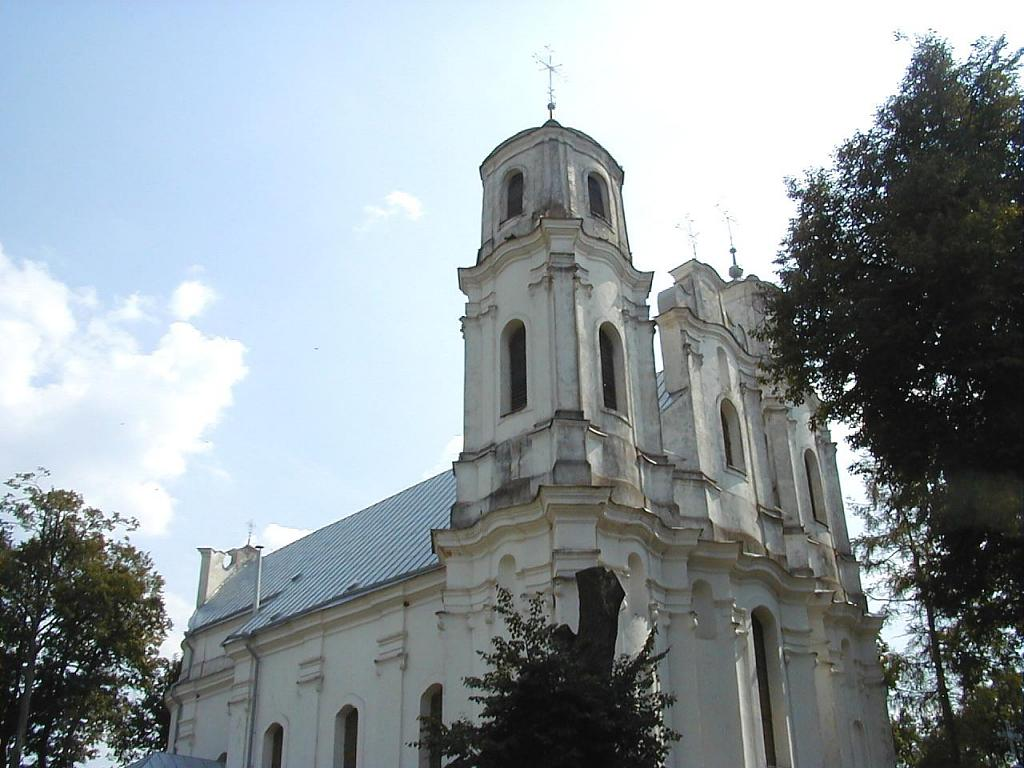
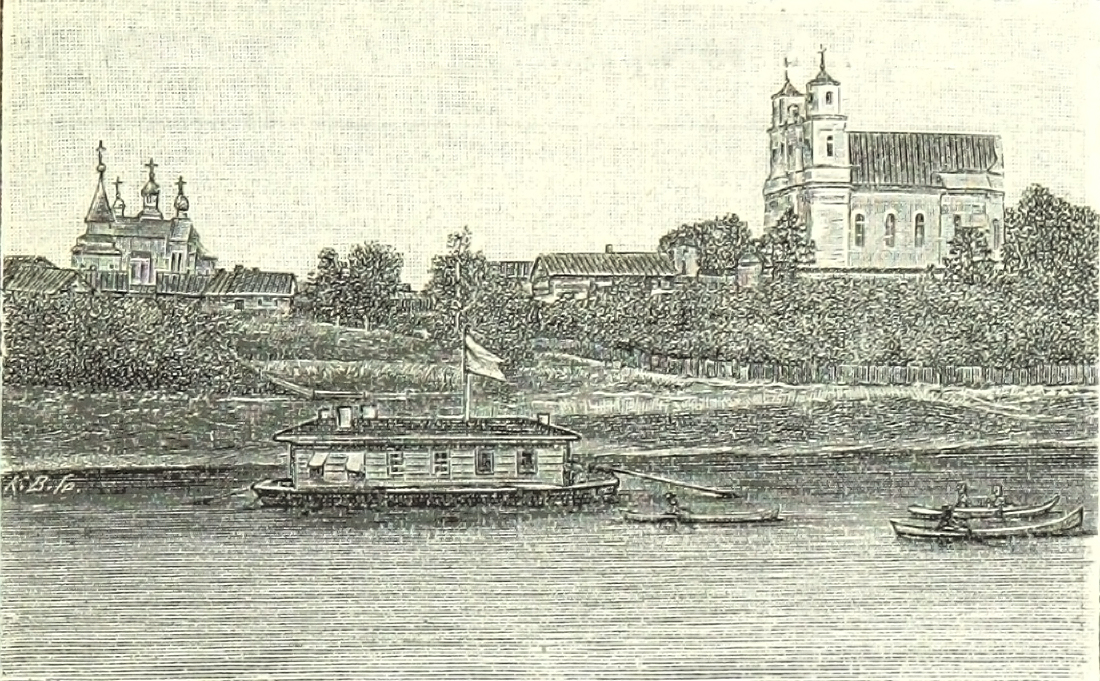
Widok Piedruji z Druji w 1893
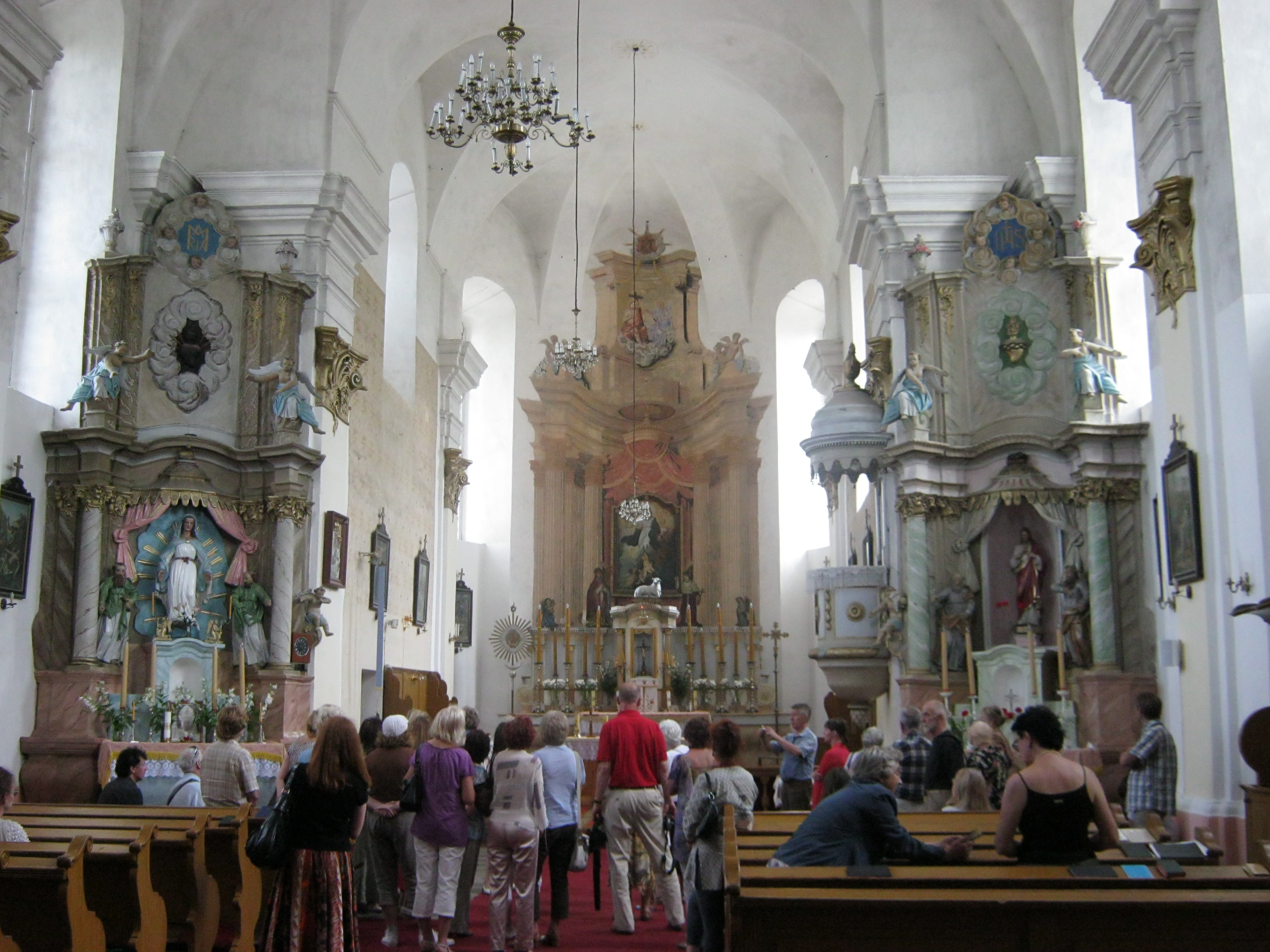
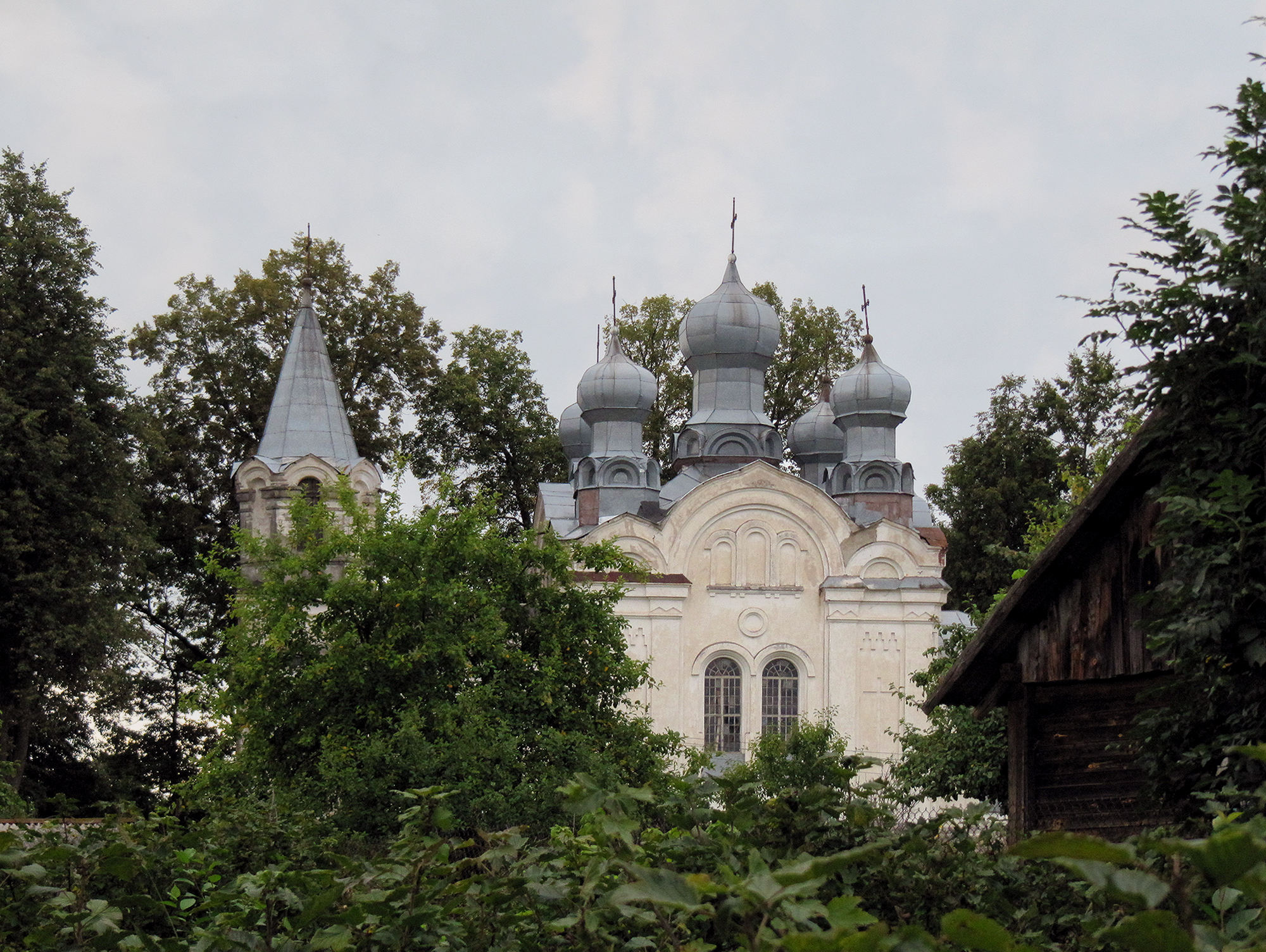
Cerkiew św. Mikołaja Cudotwórcy